# Pascual Frígola y Ahiz
Pascual Frígola y Ahiz (Adzaneta, 1822-Valencia, 1893) fue un escritor y político español, primer barón de Cortes de Pallás.

## Biografía
Nacido el 21 de junio de 1822 en la localidad castellonense de Adzaneta del Maestrazgo, fue ennoblecido como barón de Cortes de Pallás en 1858 y de Roaia en 1865, así como señor del Castillo de Xirell. Estaba casado con la hermana del marqués de Mirasol. Era miembro del Partido Moderado después del golpe de Estado de Leopoldo O'Donnell en 1856 fue nombrado diputado provincial por el distrito de Torrente (Huerta Oeste). Posteriormente fue diputado provincial por Moncada (Huerta Norte) en 1858 y 1860 y diputado a Cortes Españolas en 1857-1858, 1858-1863, 1863-1864, 1864-1865 y 1866-1867. En 1867 fue nombrado senador vitalicio, pero cesó con la Revolución de 1868.
Entonces marchó a París, donde se puso al servicio del hijo de Isabel II, el futuro Alfonso XII. Cuando este fue nombrado rey, lo nombró director de la Gaceta de Madrid y administrador de la Imprenta Nacional, a la vez que militaba al Partido Liberal Conservador en la fracción dirigida por Francisco Romero Robledo. Fue nombrado presidente de Lo Rat Penat el 1887-1889 y el 1891-1893, e ideó la batalla de flores de la feria de julio. Su hijo, Carlos Frígola y Palavicino, fue periodista y político.

## Obras
- Julianito (1875)
- Recuerdos de caza (1876)